# رضاعة جنسية
رضاعة جنسية هي إثارة جنسية من خلال الرضاعة الطبيعية من ثدي المرأة.اعتمادًا على السياق، يمكن أيضًا الإشارة إلى هذه الممارسة على أنها إرضاع البالغين، ترضيع البالغين والرضاعة الطبيعية للبالغين. يشير الممارسون أحيانًا إلى أنفسهم على أنهم في علاقة ترضيع للبالغين (ANR).
قصة الخير الروماني من أشهر القصص التاريخية حول رضاعة البالغين، لامرأة تُدعى بيرو كانت تُرضع سرا والدها سيمون في السجن بعد أن حُكم عليه بالإعدام جوعا. اكتُشف سرها في وقت لاحق من قبل السُّجان، لكن بالرغم من ذلك يتم إطلاق سراحها وسراح والدها مكافئة لها على كل ما قامت به من عزيمة وإرادة وشجاعة وذكاء من أجل إنقاذ والدها العجوز من الموت المحتم.